# Lola Flores
 (juin 2023).
 (juin 2023).
Si vous disposez d'ouvrages ou d'articles de référence ou si vous connaissez des sites web de qualité traitant du thème abordé ici, merci de compléter l'article en donnant les références utiles à sa vérifiabilité et en les liant à la section « Notes et références ».
Ne doit pas être confondu avec Lola Montez.
María de los Dolores Flores Ruiz, dite Lola Flores, née le 21 janvier 1923 à Jerez de la Frontera (Cadix) et morte le 16 mai 1995 à Alcobendas (Madrid), est une chanteuse, danseuse et actrice espagnole.
Dans la culture espagnole, elle incarne l'archétype de la gitane au tempérament fort. Sa filmographie inclut des comédies et des films musicaux : Reportaje (1953), ¡Ay, pena, penita, pena! (1953), La Faraona (1956), ou encore Los Tres Amores de Lola (1956).

## Biographie

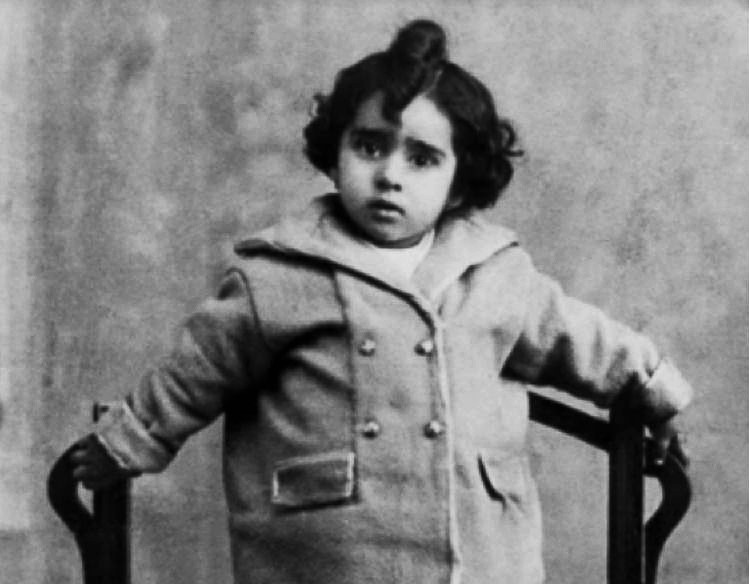
Lola Flores en 1925.

María Dolores Flores Ruiz est née le 21 janvier 1923 à Jerez de la Frontera (Cadix) dans le quartier San Miguel, de tradition flamenco, à quelques mètres de l'endroit où est né le chanteur Antonio Chacón.
Elle est l'aînée des trois enfants. Son père, Pedro Flores Pinto (1897-1973) est originaire de La Palma del Condado (province de Huelva), et sa mère, María del Rosario Ruiz Rodríguez (1901-1989), est originaire de Sanlúcar de Barrameda (province de Cadix). Son père exploite une taverne et sa mère est couturière. 
La famille s'installe à Séville, où son père officie dans divers bars et restaurants,.
Sa sœur, Carmen Flores (née en 1936), se consacre au spectacle. Son frère Manuel (né en 1933) décède à quinze ans d'une péritonite. Elle a professionnellement cultivé l'image d'un flamenco gitan, mais elle reconnaît ne pas avoir d'autre ascendance calé (gitane) que de son grand-père maternel, Manuel, vendeur de rue.
Sa carrière commence avec le chanteur de flamenco Manolo Caracol. Elle se produira et travaillera avec lui jusqu'en 1951.
Lola Flores propose un style de danse hors de tout académisme. Son authenticité flamenca se caractérise par les chansons utilisées, dont les arrangements penchent vers le cinéma hollywoodien ou la variété internationale. Elle bâtit son succès sur la copla ; c'est un genre musical issu du folklore et de la chanson populaire andalouse : ses expressions évoquent souvent des tournures familières. Cette tradition aborde les thèmes de l'amour et de la condition humaine.
Lola Flores joue au cinéma dans La Martingala, film du réalisateur Fernando Mignoni (es) ; son partenaire est le chanteur de flamenco Niño de Marchena.  
Elle signe un contrat pour travailler à Gijón, et alterne spectacles et tournages de films. Elle rencontre le succès au milieu des années 1940,  à Madrid, dans son récital Zambra, aux côtés de Manolo Caracol, qui devient son partenaire.  
Avec lui, elle tourne Embrujo (1946), de Carlos Serrano de Osma, puis part en tournée en Amérique latine. 
Dans les années 1950, elle revient au cinéma et chante dans Trafiquants d'opium de Julien Duvivier.  
En 1953, Lola Flores fonde sa propre compagnie, avec notamment le guitariste Antonio González, dit El Pescaílla, qui devient son époux.  
En 1962, elle rejoint Paquita Rico et Carmen Sevilla dans le film El balcón de la luna de Luis Saslavsky. Lola Flores apparaît dans de nombreux téléfilms. 
En 1960, elle joue à l'Olympia de Paris. À cette époque, elle participe assidument aux fêtes données par les époux Franco, est critiquée pour cela et accusée d'avoir fait « la bande-son du franquisme ».  
Elle participe au film Taxi de los conflictos de José Luis Sáenz de Heredia et de Mariano Ozores avec Juanjo Menéndez, Alfredo Mayo, Jaime de Mora et Carmen Sevilla. 
Elle a deux filles, Rosario Flores et Lolita Flores, ainsi qu'un fils, Antonio Flores. 
Elle meurt d'un cancer dans sa résidence de Lerele le 16 mai 1995, à 72 ans. Quatorze jours après son décès, son fils Antonio est retrouvé mort dans la résidence familiale, probablement d'une overdose de narcotiques. Il est enterré avec sa mère.

## Hommages
En 2016, les Fondations Lara y Cajasol récompensent Lola Flores: otra historia del espectáculo en la España contemporánea, de Alberto Romero Ferrer, par le prix Premio Manuel Alvar de Estudios Humanísticos 2016[réf. nécessaire].
En 2017, la mairie de Jerez publie un disque posthume en hommage à Lola Flores[réf. nécessaire].
En 2020, la série Estoy vivo lui consacre un épisode.
En 2021, une série documentaire lui est consacrée par Movistar Plus + : Lola. Elle retrace son parcours personnel et artistique, en s'appuyant sur les témoignages de son entourage et sur celui d'autres artistes : Tomasito, Encarnita Polo, Martirio, Rosalía, C Tangana, Miguel Poveda, Alaska, Ara Malikian, Mala Rodríguez ou Nathy Peluso. Ils démontrent l'impact majeur de Lola Flores[réf. nécessaire]. 
En 2023, le Centre Culturel Lola Flores est inauguré par sa famille[réf. nécessaire].
En 2024, la jeune chanteuse Chloe DelaRosa représente l'Espagne au Concours Eurovision de la chanson junior 2024 avec une chanson intitulée Como la Lola, qui rend hommage à Lola Flores.

## Filmographie

### Actrice de cinéma
- 1940 : Martingala
- 1941 : Un alto en el camino (es)
- 1943 : Misterio en la marisma
- 1943 : Alegrías
- 1943 : Una herencia en París
- 1947 : Embrujo (es) de Carlos Serrano de Osma
- 1950 : Black Jack de José Antonio Nieves Conde et Julien Duvivier
- 1951 : La Fille de l'auberge (en) (La niña de la venta) de Ramón Torrado
- 1952 : L'Orpheline de la sierra (en) (La estrella de Sierra Morena) de Ramón Torrado
- 1953 : Reportaje (es) d'Emilio Fernández
- 1953 : ¡Ay, pena, penita, pena! (es) de Miguel Morayta
- 1954 : Brune claire (es) (Morena Clara) de Luis Lucia Mingarro
- 1954 : La Danse des désirs (es) (La danza de los deseos) de Florián Rey
- 1955 : La Sœur Joie (es) (La Hermana Alegría) de Luis Lucia Mingarro
- 1956 : Aumônes d'amour (Limosna de amore) de Miguel Morayta
- 1956 : Los Tres Amores de Lola (es) de René Cardona
- 1956 : La Faraona (es) de René Cardona
- 1957 : Maricruz
- 1958 : Le Grand Spectacle (El Gran espectáculo) de Miguel Zacarias
- 1959 : Échame la culpa
- 1959 : María de la O (es) de Ramón Torrado
- 1959 : Venta de Vargas (es) d'Enrique Cahen Salaberry
- 1959 : Las de Caín (es) d'Antonio Momplet
- 1962 : Le Balcon de la lune (es) (El balcón de la luna) de Luis Saslavsky
- 1963 : De color moreno de Gilberto Martinez Solares
- 1963 : La gitana y el charro de Gilberto Martinez Solares
- 1964 : Sinfonía española (documentaire)
- 1967 : Kuma Ching (Aventura en Hong Kong) de Daniel Tinayre
- 1969 : El taxi de los conflictos (es) de José Luis Sáenz de Heredia
- 1970 : Una señora estupenda d'Eugenio Martín
- 1971 : Canciones para después de una guerra (es) de Basilio Martín Patino
- 1972 : Casa Flora
- 1975 : Canciones de nuestra
- 1975 : El asesino no está solo
- 1983 : Juana la loca... de vez en cuando (es) de José Ramón Larraz
- 1983 : Truhanes (es) de Miguel Hermoso
- 1987 : Los invitados (es) de Víctor Barrera
- 1992 : Sevillanas de Carlos Saura
- 1993 : Coraje de vivir

## Émissions de télévision
- 1978 : Cantares
- 1988 : Juncal
- 1992 : El tablao de Lola
- 1992-1993 : Sabor a Lolas
- 1993 : Farmacia de Guardia
- 1994 : El coraje de vivir
- 1994 : Los ladrones van a la oficina
- 1995 : Ay Lola, Lolita, Lola

## Chansons connues
- La Zarzamora
- Torbellino de Colores[10]
- Maria de la O
- A tu vera
- Ay pena penita
- Limosna de amores (in El disco de oro - Seeco records, INC)